# Topolivka, Teplîk
Topolivka (în ucraineană Тополівка) este o comună în raionul Teplîk, regiunea Vinnița, Ucraina, formată numai din satul de reședință.

## Demografie
Componența lingvistică a satului Topolivka
     Ucraineană (97,31%)
     Română (1,79%)
     Alte limbi (0,6%)
Conform recensământului din 2001, majoritatea populației satului Topolivka era vorbitoare de ucraineană (97,31%), existând în minoritate și vorbitori de română (1,79%).